# Dipturus nidarosiensis
Dipturus nidarosiensis es una especie de pez de la familia de los Rajidae en el orden de los Rajiformes.

## Morfología
Los machos pueden llegar a alcanzar los 200 cm de longitud total.

## Reproducción
Es ovíparo y las hembras ponen huevos envueltos en una cápsula córnea.

## Alimentación
Come animales bentónicos.

## Hábitat
Es un pez de mar y de aguas profundas que vive entre 200-1000 m de profundidad.

## Distribución geográfica
Se encuentra en el Océano Atlántico oriental: las costas centrales y meridionales de Noruega, sur de Islandia, Irlanda y norte de Mauritania.

## Observaciones
Es inofensivo para los humanos. 